# Vác FC
Vác FC is een Hongaarse voetbalclub uit Vác. De club werd in 1899 opgericht en werd landskampioen in 1994.

## Geschiedenis
In 2007 degradeerde de club uit de hoogste klasse. Tot 2013 was de club actief op het tweede niveau (Nemzeti Bajnokság II). Echter verkreeg de club voor het daaropvolgende seizoen geen licentie, waardoor het terug werd geplaatst naar het vierde niveau van Hongarije. Hier werd de club gelijk kampioen, net als in het daaropvolgende seizoen. Als volgt was de club wederom actief op het tweede niveau. Tot 2020, toen werd er een negentiende plaats behaald. Hierdoor degradeerde de club naar het derde niveau. Op 29 mei 2022 speelde de club haar laatste wedstrijd op professioneel niveau. Deze werd met 2-0 winnend afgesloten tegen Gerjeni. Sindsdien is de club actief op amateurniveau. 

## Erelijst
- Landskampioen (1x)

1994
- Nemzeti Bajnokság II (1x)

2005
- Nemzeti Bajnokság III (1x)

2015
- Megyei I (1x)

2014

## Naamsveranderingen
- 1899 : Opgericht in Váci Városi SE
- 1949 : Váci DTK
- 1951 : Váci Vörös Lobogó SE
- 1955 : Váci Petöfi SE
- 1955 : Váci Bástya SE
- 1957 : Váci SE
- 1958 : Váci Petöfi SE
- 1961 : Váci Városi SE
- 1961 : Váci Vasas SE
- 1965 : Váci SE
- 1970 : Váci Hiradás Vasas SE
- 1980 : Váci Izzó MTE
- 1987 : Vasas Izzó SC
- 1992 : Váci FC Samsung
- 1997 : Váci FC Zollner
- 2001 : opheffing club en heroprichting als Váci VLSE
- 2003 : Dunakanyar-Vác FC
- 2013 : Vác FC

## Eindklasseringen vanaf 1996
| 11 |

| 11 |

| 6 |

| 10 |

| 17 |

| 3 |

| 8 |

| 3 |

| 15 |

| 3 |

| 1 |

| 16 |

| 5 |

| 9 |

| 3 |

| 4 |

| 11 |

| 16 |

| 1 |

| 1 |

| 11 |

| 6 |

| 10 |

| 13 |

| 19 |

| 15 |

| 16 |

| 10 |

| 7 |

| NB I | NB II | NB III | Megyei I |

## Vác in Europa
#Q = #kwalificatieronde, #R = #ronde, Groep = groepsfase, F = Finale, T/U = Thuis/Uit, W = Wedstrijd, PUC = punten UEFA coëfficiënten .
Uitslagen vanuit gezichtspunt Vác
| Seizoen | Competitie       | Ronde   | Land                     | Club                | Totaalscore | 1e W    | 2e W       | PUC |
| ------- | ---------------- | ------- | ------------------------ | ------------------- | ----------- | ------- | ---------- | --- |
| 1988    | Mitropacup       | Groep A | Vlag van Italië          | Pescara Calcio      | 1-4         | 1-4     | < Toscane  | 0.0 |
|         |                  | Groep A | Vlag van Tsjechië        | Slovan Bratislava   | 6-0         | 6-0     | < Toscane  | 0.0 |
|         |                  | F       | Vlag van Italië          | SC Pisa             | 0-3         | 0-3 (U) |            | 0.0 |
| 1991/92 | UEFA Cup         | 1R      | Vlag van Sovjet-Unie     | Dinamo Moskou       | 2-4         | 1-0 (T) | 1-4 (U)    | 2.0 |
| 1992/93 | UEFA Cup         | 1R      | Vlag van Nederland       | FC Groningen        | 2-1         | 1-0 (T) | 1-1 (U)    | 3.0 |
|         |                  | 2R      | Vlag van Portugal        | SL Benfica          | 1-6         | 1-5 (U) | 0-1 (T)    | 3.0 |
| 1993/94 | UEFA Cup         | 1R      | Vlag van Cyprus          | Apollon Limasol     | 2-4         | 2-0 (T) | 0-4 nv (U) | 2.0 |
| 1994/95 | Champions League | 1R      | Vlag van Frankrijk       | Paris Saint-Germain | 1-5         | 0-3 (U) | 1-2 (T)    | 0.0 |
| 1995/96 | Europacup II     | Q       | Vlag van Noord-Macedonië | FK Sileks Kratovo   | 2-4         | 1-1 (T) | 1-3 (U)    | 1.0 |

Totaal aantal punten voor UEFA coëfficiënten: 8.0